# Castelló
Castelló (hiszp. Villanueva de Castellón) – gmina w Hiszpanii, w prowincji Walencja, we wspólnocie autonomicznej Walencja, o powierzchni 20,3 km². W 2011 roku liczyła 7482 mieszkańców.
Do roku 2020 gmina nosiła hiszpańską nazwę Villanueva de Castellón, jednak na mocy dekretu Rady Generalitat Valenciana z 4 września 2020 r. jako wyłączną przyjęto nazwę walencką (katalońską) – Castelló.